# هوور مسقطی
هوور مسقطی یا صدا یک گونه ماهی در خلیج فارس است که بیشینهٔ درازای آن به ۱۰۰ سانتی‌متر و میانگین درازای آن تا ۸۰ سانتی‌متر می‌رسد.
وسایل صید آن تور گوشگیر، قلاب خزنده و تور گردان پیاله‌ای است.
به زبان ژاپنی کاتسوئو نامیده می‌شود و یکی از عناصر سوشی است.

## ویژگی‌ها
بدن دوکی شکل، دندان‌های کوچک و مخروطی، خارهای آبششی فراوان، روی اولین کمان آبششی دارای ۵۳ تا ۶۳ عدد خار آبششی، باله پشتی اول دارای ۱۴ تا ۱۶ شعاع سخت و ۱۳ تا ۱۴ شعاع نرم، ۷ تا ۹ بالچه به دنبال باله پشتی دوم، باله مخرجی فاقد شعاع سخت و دارای ۲۴ تا ۱۵ شعاع نرم می‌باشد و به دنبال آن ۷ تا ۸ بالچه است. بدن به جز قسمت زره سینه‌ای و خط جانبی بدون فلس است، ساقه دمی در هر طرف دارای یک سکان عرضی قوی در بین دو سکان عرضی دیگر است. رنگ بدن در پشت ارغوانی تیره، شکم و دوسوی بدن نقره‌ای‌فام با ۴ تا ۶ نوار طولی سیاه می‌باشد.

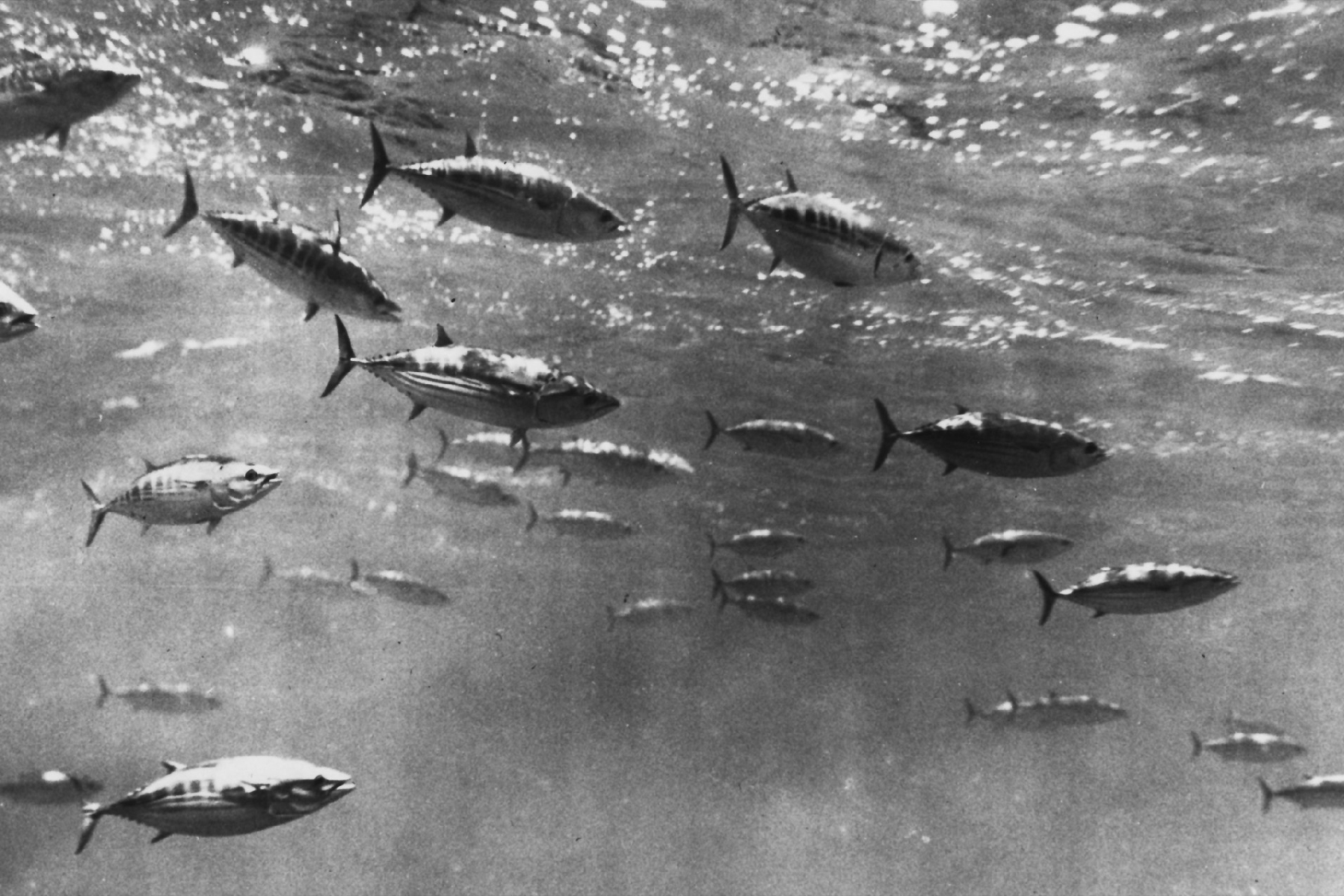
ماهی‌های تون

## زیست‌شناسی
یک گونه بَرلُجّه‌ای (اپی پلاژیک)-اقیانوسی است، افراد بالغ در آب‌های گرم‌تر از ۱۵ درجهٔ سانتی‌گراد زیست می‌کنند ولی لارو آن‌ها در آب‌های با گرمای سطحی در حدود ۲۵ درجهٔ سانتی‌گراد یافت می‌شوند. پراکنش آن از سطح آب تا عمق ۲۶۰ متر در طول روز می‌باشد و در شب‌ها بیشتر نزدیک سطح آب به سر می‌برد. تغذیهٔ آن‌ها بر روی گونه‌های مختلف ماهیان ریز، سرپایان (به ویژه سرپاور) و سخت‌پوستان می‌باشد، و بیشتر در اوایل صبح و غروب تغذیه می‌نماید، به‌طور معمول عادت به هم‌نوع‌خواری نیز دارند و خود نیز طعمهٔ نیزه‌ماهیان و تون‌ماهیان اقیانوسی می‌باشند. در فصل تخم‌ریزی بین ۸۰٬۰۰۰ تا ۲ میلیون تخم می‌گذارد، شناگر خوبی است و سرعت شنای آن تا ۴۰ کیلومتر در ساعت می‌رسد.